# Tân Long, Cần Thơ
Tân Long là một xã thuộc thành phố Cần Thơ, Việt Nam.

## Địa lý
Xã Tân Long có vị trí địa lý:
- Phía đông giáp xã Lâm Tân
- Phía tây giáp phường Mỹ Quới
- Phía nam giáp xã Phú Lộc và xã Vĩnh Lợi
- Phía bắc giáp phường Ngã Năm.

Xã Tân Long có diện tích 102,12 km², dân số năm 2024 là 35.492 người, mật độ dân số đạt 347 người/km².

## Lịch sử
Ngày 20 tháng 9 năm 1975, Bộ Chính trị ban hành Nghị quyết số 245-NQ/TW về việc hợp nhất tỉnh Cần Thơ (ngoại trừ huyện Thốt Nốt), tỉnh Sóc Trăng, tỉnh Trà Vinh, tỉnh Vĩnh Long thành một tỉnh, tên gọi tỉnh mới cùng với nơi đặt tỉnh lỵ sẽ do địa phương đề nghị lên.
Ngày 20 tháng 12 năm 1975, Bộ Chính trị ban hành Nghị quyết số 19/NQ về việc hợp nhất tỉnh Cần Thơ (bao gồm cả huyện Thốt Nốt của tỉnh Long Xuyên), tỉnh Sóc Trăng thành một tỉnh mới, tên gọi tỉnh mới cùng với nơi đặt tỉnh lỵ sẽ do địa phương đề nghị lên.
Ngày 24 tháng 2 năm 1976, Chính phủ Cách mạng lâm thời Cộng hòa miền Nam Việt Nam ban hành Nghị định số 3/NQ/1976 về việc hợp nhất tỉnh Cần Thơ, tỉnh Sóc Trăng và thành phố Cần Thơ thành một tỉnh mới, lấy tên là tỉnh Hậu Giang.
Ngày 7 tháng 7 năm 1982, Hội đồng Bộ trưởng ban hành Quyết định số 111-HĐBT về việc chia xã Thạnh Trị thuộc huyện Thạnh Trị thành xã Thạnh Trị và xã Thạnh Tân.
Ngày 16 tháng 9 năm 1989, Hội đồng Bộ trưởng ban hành Quyết định số 128-HĐBT. Theo đó, xã Thạnh Tân có 3.745,73 ha diện tích tự nhiên và 7.130 nhân khẩu.
Ngày 26 tháng 12 năm 1991, Quốc hội ban hành Nghị quyết về việc chia tỉnh Hậu Giang thành tỉnh Cần Thơ và tỉnh Sóc Trăng.
Ngày 1 tháng 4 năm 2003, Chính phủ ban hành Nghị định số 31/2003/NĐ-CP về việc thành lập xã Long Bình thuộc huyện Thạnh Trị trên cơ sở 2.963 ha diện tích tự nhiên và 7.812 người của xã Tân Long.
Sau khi điều chỉnh địa giới hành chính, xã Tân Long còn lại 3.312,04 ha diện tích tự nhiên và 6.278 người.
Ngày 31 tháng 10 năm 2003, Chính phủ ban hành Nghị định số 127/2003/NĐ-CP về việc:
- Thành lập huyện Ngã Năm thuộc tỉnh Sóc Trăng.
- Chuyển xã Long Bình và xã Tân Long thuộc huyện Thạnh Trị về huyện Ngã Năm mới thành lập quản lý.
- Xã Thạnh Tân thuộc huyện Thạnh Trị.

Ngày 26 tháng 11 năm 2003, Quốc hội ban hành Nghị quyết số 22/2003/QH11 về việc chia tỉnh Cần Thơ thành thành phố Cần Thơ trực thuộc trung ương và tỉnh Hậu Giang.
Ngày 29 tháng 12 năm 2013, Chính phủ ban hành Nghị quyết số 133/NQ-CP về việc:
- Thành lập thị xã Ngã Năm thuộc tỉnh Sóc Trăng.
- Xã Tân Long và xã Long Bình trực thuộc thị xã Ngã Năm.
- Xã Thạnh Tân thuộc huyện Thạnh Trị.

Tính đến ngày 31/12/2024:
- Xã Long Bình có 6 ấp: Long Phước, Mỹ Hiệp, Mỹ Hòa, Mỹ Hương, Tân Bình, Tân Trung.
- Xã Thạnh Tân có 7 ấp: 21, A2, B1, B2, Tân Lợi, Tân Phước, Tân Thắng.
- Xã Tân Long có 6 ấp: 18, Long An, Long Hòa, Long Thành, Long Thạnh, Tân Chánh C.

Ngày 12 tháng 6 năm 2025, Quốc hội ban hành Nghị quyết số 202/2025/QH15 về việc sắp xếp đơn vị hành chính cấp tỉnh (nghị quyết có hiệu lực từ ngày 12 tháng 6 năm 2025). Theo đó, sáp nhập tỉnh Hậu Giang và tỉnh Sóc Trăng vào thành phố Cần Thơ.
Ngày 16 tháng 6 năm 2025, Ủy ban Thường vụ Quốc hội ban hành Nghị quyết số 1668/NQ-UBTVQH15 về việc sắp xếp các đơn vị hành chính cấp xã của thành phố Cần Thơ năm 2025 (nghị quyết có hiệu lực từ ngày 16 tháng 6 năm 2025). Theo đó, sáp nhập toàn bộ 39,39 km² diện tích tự nhiên, quy mô dân số là 14.573 người của xã Thạnh Tân thuộc huyện Thạnh Trị và toàn bộ 30,16 km² diện tích tự nhiên, quy mô dân số là 8.594 người của xã Long Bình vào toàn bộ 32,57 km² diện tích tự nhiên, quy mô dân số là 12.325 người của xã Tân Long thuộc thị xã Ngã Năm, tỉnh Sóc Trăng.
Xã Tân Long có 102,12 km² diện tích tự nhiên và quy mô dân số là 35.492 người.